# Cimetière militaire R.E. Farm
Le cimetière militaire R.E. Farm est un cimetière de la Commonwealth War Graves Commission (CWGC) pour les morts de la Première Guerre mondiale situé à Wytschaete dans le Heuvelland dans le saillant d'Ypres sur le front occidental en Belgique.
Le terrain du cimetière a été attribué au Royaume-Uni à perpétuité par le roi Albert Ier de Belgique en reconnaissance des sacrifices consentis par l'Empire britannique dans la défense et la libération de la Belgique pendant la guerre.

## Fondation

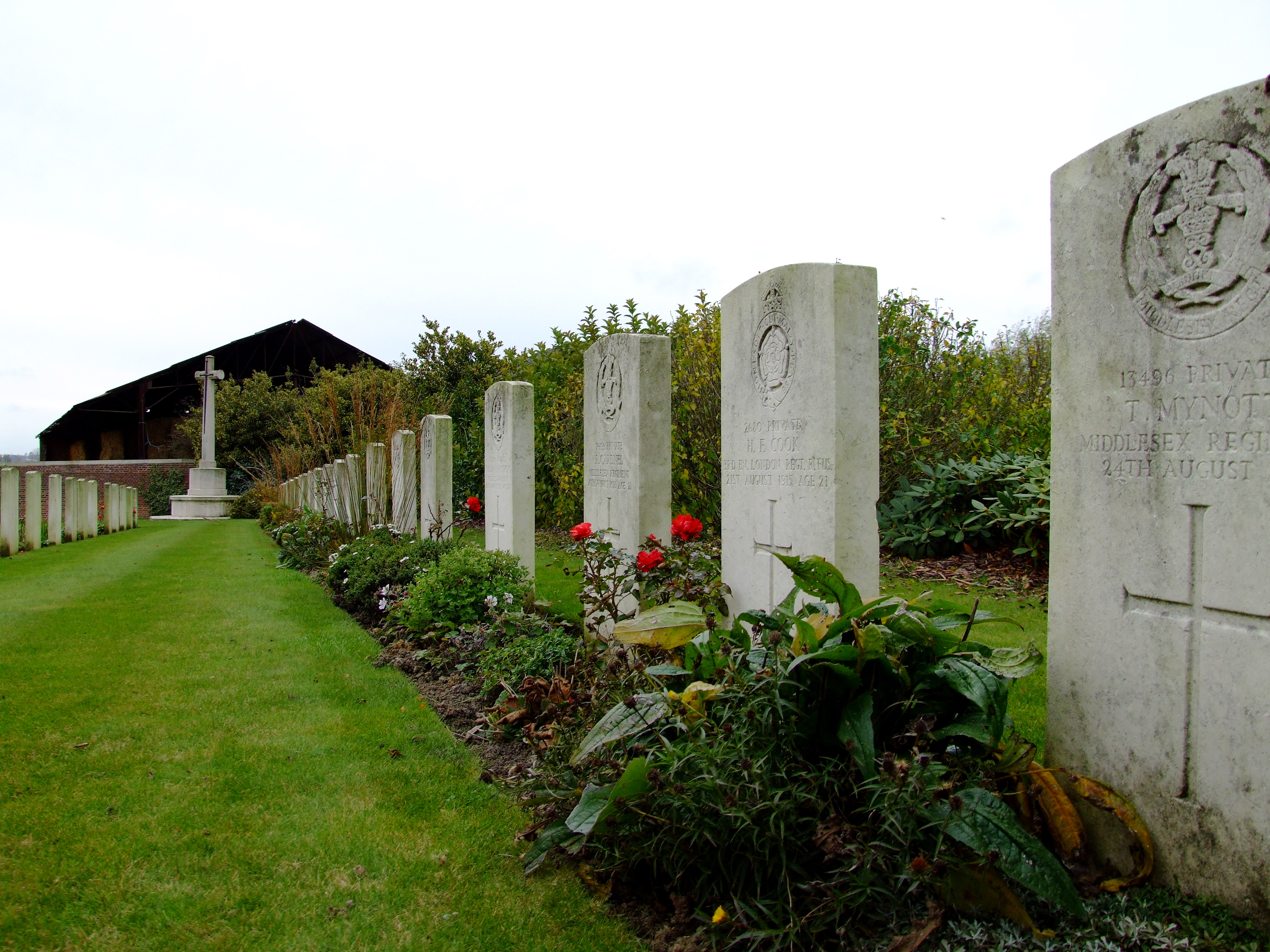
Tombes du cimetière de la ferme RE

La zone autour du cimetière RE Farm a été très disputée pendant la Grande Guerre. Les armées allemandes prennent Wytschaete le 1er novembre 1914; il est repris en juin 1917 par les britanniques mais perdu lors de l'offensive de printemps en avril 1918 ; les Alliés ont finalement repris la région en septembre 1918 lorsque les combats ont balayé le saillant avec l'effondrement des forces allemandes face à l'offensive des cent jours. Le site du cimetière lui-même est resté aux mains des Alliés jusqu'à l'offensive de printemps. Le site abritait à l'origine un bâtiment de ferme, connu officiellement sous le nom de Ferme des douze Bonniers. Les troupes britanniques ont appelé cette ferme RE.
Le cimetière a été créé par le 1st Dorsets Regiment en décembre 1914. Un deuxième cimetière a été établi à proximité, également par les Dorsets, qui a été concentré dans le cimetière de la ferme RE après l'armistice.